# Rapala ocerta
Rapala ocerta är en fjärilsart som beskrevs av Hans Fruhstorfer 1912. Rapala ocerta ingår i släktet Rapala och familjen juvelvingar. Inga underarter finns listade.